# ذي عقيل (حبيش)

تعديل مصدري - تعديل

ذي عقيل هي إحدى قرى عزلة الفراعي بمديرية حبيش التابعة لمحافظة إب، بلغ تعداد سكانها 370 نسمة حسب تعداد اليمن لعام 2004.